# Neofolk (együttes)
A Neofolk (saját írásmódjuk szerint NeoFolk) együttes egy pécsi székhelyű magyar világzenei együttes, amely 2005 óta működik; repertoárjukon népdalfeldolgozások, megzenésített versek és a legkülönfélébb világzenei alapokra írott saját szerzeményeik is szerepelnek. Az együttes elnevezése épp ezért kissé megtévesztő, mert zenéjük stílusa távol áll attól a könnyűzenei stílustól, amit neofolknak neveznek.

## Az együttes története
A NeoFolk együttest 2004 őszén alapította a korábbi Calliope zenekar szerzőpárosa, Bonyár Judit és Hűvösvölgyi Péter Pécsett. Az eredetileg csak duóként induló formáció idővel trióvá bővült Tóth „Csuli” Zoltán csatlakozásával, így léptek fel első nyilvános előadásukon Pécsett, 2005. június 19-én. 2005. második félévében egy negyedik tag is csatlakozott hozzájuk Gáspár József személyében, első budapesti bemutatkozásukkor, 2006 elején már ő is az együttes tagja volt. Első igazán nagy sikereiket is ezen felállásban érték el, bár a későbbi években az együttes taglétszáma eggyel még tovább bővült, Szemző Angéla hegedűs-vokalistával, továbbá az első lemezükön közreműködött egy basszusgitáros is, Fekete Attila személyében.

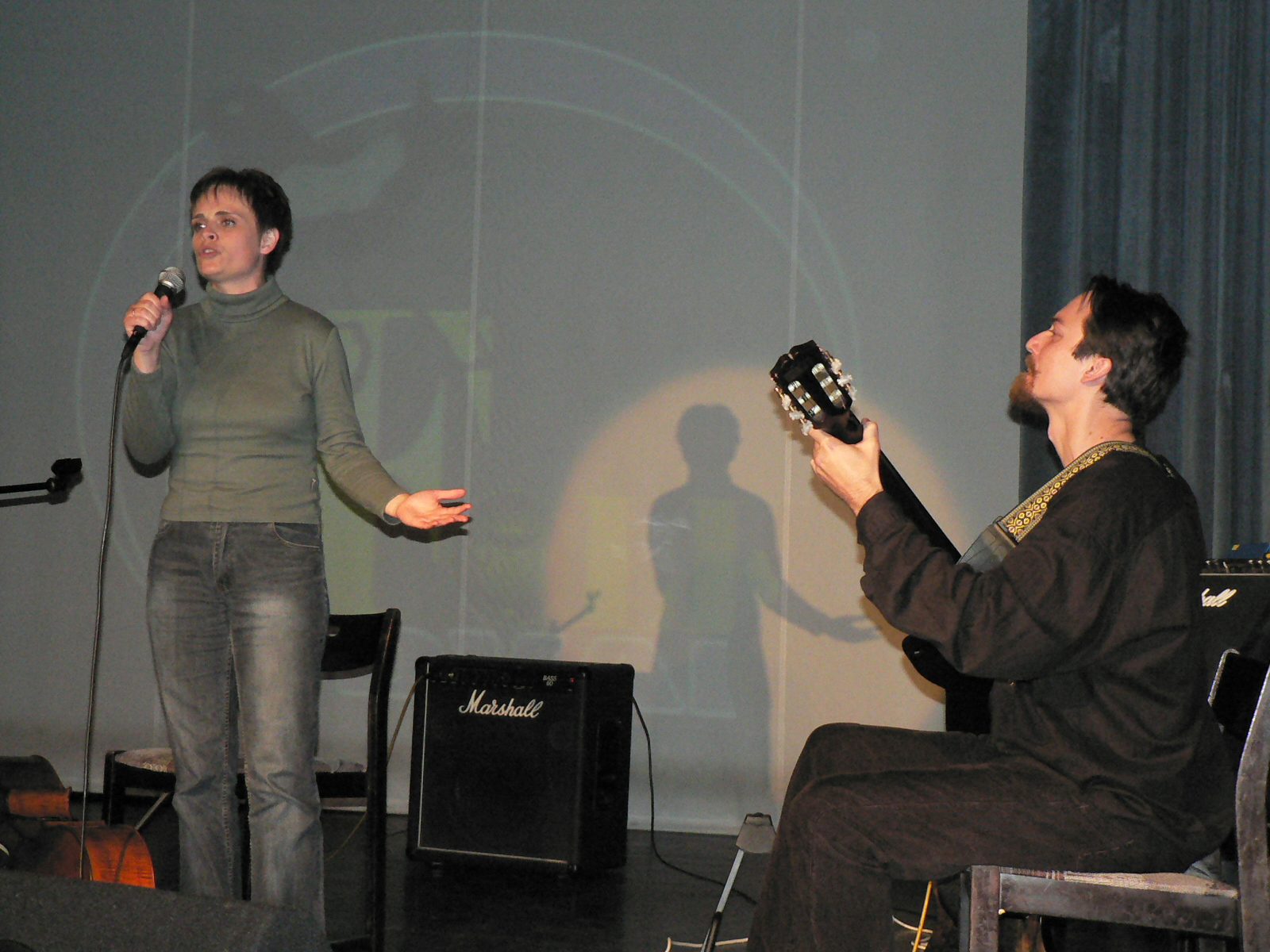
Az együttes alapítói

Már az alakulásukat követő évben kiadtak egy demólemezt, majd 2006 novemberében megjelent az első, immár kereskedelmi forgalomban is árusított cd-jük, Kezdet címmel, tíz szerzeménnyel, Hűvösvölgyi Péter zenei rendezésében. Az album rövid idő alatt komoly sikert hozott a számukra, sőt a rajta szereplő egyik dalra – az Édesanyám rózsafája című népdalátiratra – nem sokkal később a székesfehérvári Alba Regia Táncegyüttes kortárs néptánc-koreográfiát is készített, amely produkciót 2008-ban beválasztották az az évi Kortárs Néptáncantológiába is.
Fiatal együttes létére a NeoFolk zenekar kapott lehetőséget arra, hogy Pécs zeneművészeti életét képviselhesse a "Pécs – Európa kulturális fővárosa 2010" eseménysorozat hivatalos megnyitóján, 2006. február 25-én Essenben, amely város úgyszintén eredményesen pályázott ugyanezen címre. Nem sokkal később az együttes – minden bizonnyal az előbbi fellépés sikerének hatására – felkérést kapott az Essen Original elnevezésű fesztiválon való közreműködésre is.

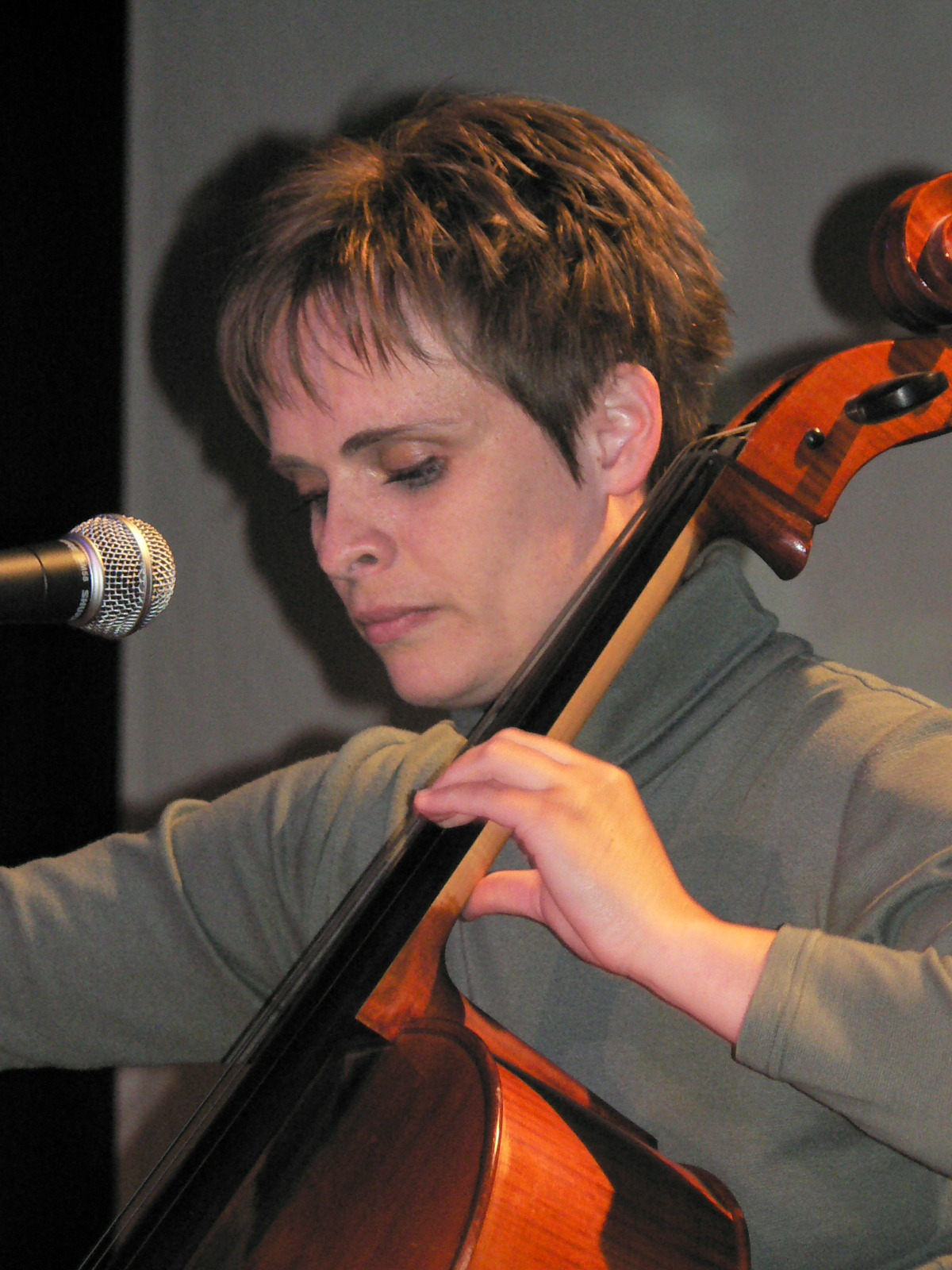
Bonyár Judit zenél

A következő évben szintén a NeoFolk lehetett az egyik fellépő az Európa kulturális fővárosa 2007 rendezvénysorozat 2007. március 14-i megnyitóján, a címet elnyert Nagyszebenben, a városi szimfonikus zenekar hangversenytermében. Ebben az időszakban több más jelentős pécsi, illetve országos zenei fesztiválon is részt vehettek: felléptek – a teljesség igénye nélkül – a Pécsi Napokon, a Filmünnepen, a POSZT-on, a Sétatér Fesztiválon, a Sziget Fesztiválon (Budapest), a KárpátFeszten (Dabas), a Pilis Lelke Fesztiválon (Solymár), stb.)

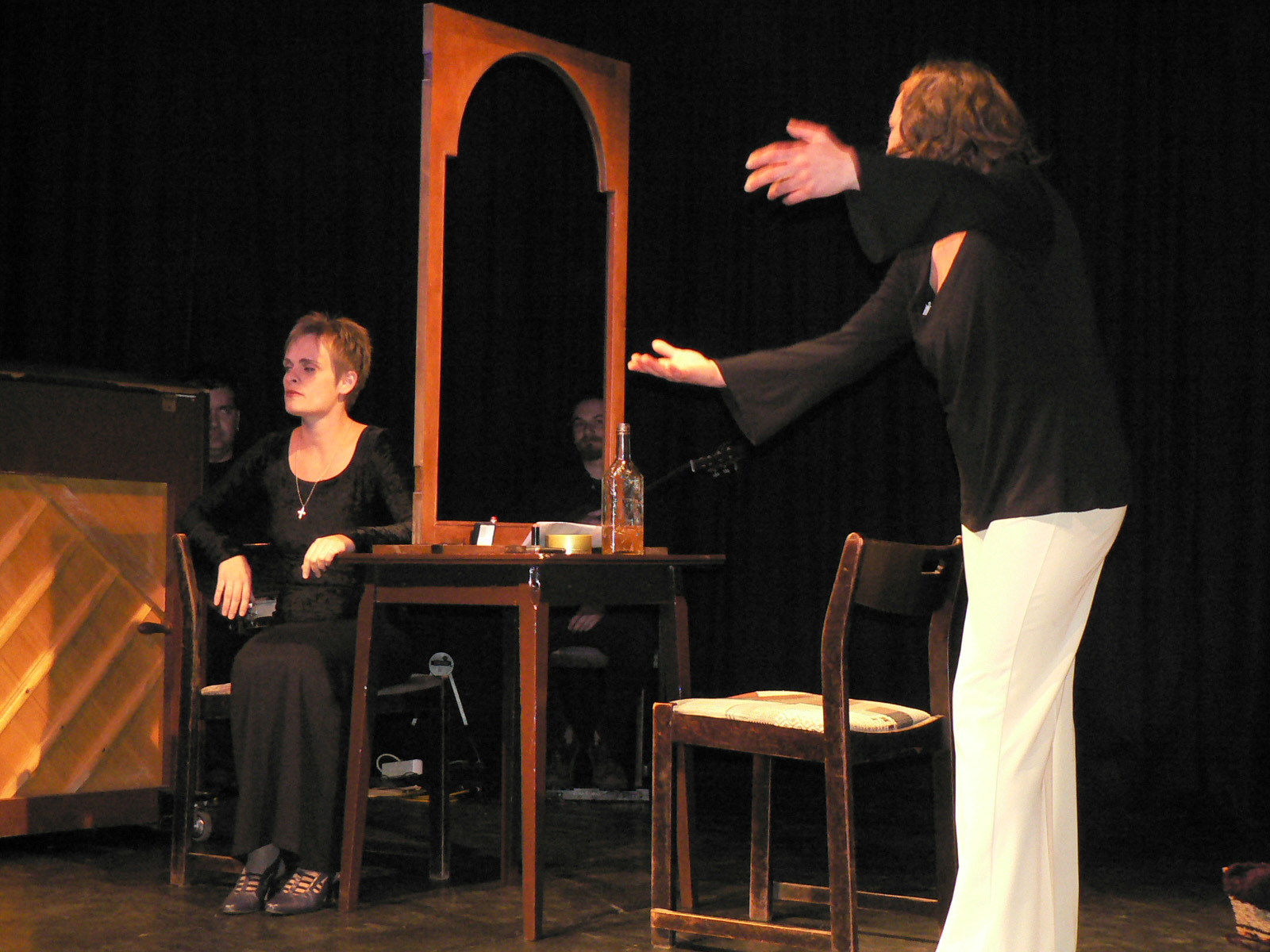
Jellemző színpadkép a Piaf két arca c. előadásról (Bonyár Judit és Bacskó Tünde színművésznő)

A zenekar egy színházi projekttel is bemutatkozott még 2006-ban, a Piaf két arca című, Édith Piaf életét felelevenítő zenés színdarab ősbemutatója 2006 februárjában volt a Pécsi Harmadik Színházban, de azóta látható volt az ország számos más színháztermében is. Nem sokkal később újabb tematikus produkcióval léptek a közönség elé: a Weöres és a népidzsessz című, Weöres Sándor megzenésített műveiből és műfordításaiból összeállított verszene-koncertjük (melynek ősbemutatója a Merlin Színházban volt) 2007 októberében a Kaleidoszkóp Versfesztivál díját és a Zene.hu szakmai különdíját is elnyerte.
2009-ben újabb lemezt jelentettek meg, Babás szerkövek címmel; a címválasztás egy régi mecsekaljai népmondára utal, a lemez maga pedig a monda táncszínházi feldolgozásának zenei anyagát tartalmazta.

## A zenekar hitvallása
A NeoFolk együttes a honlapján olvasható saját hitvallása szerint 

„lüktető és érzelemgazdag világzene, különleges hangulatú, néhol a Kárpát-medence, a Balkán, másutt a Közel-Kelet zenei hagyományait idéző saját szerzemények, versmegzenésítések és népdalfeldolgozások virtuóz megszólaltatója.”

Zenéjükről ugyanott ezt írják: 

„olyan belső folyamat eredménye, amelyben szerves egészként, mintegy „népdalként” jön létre az új dal, néha mélyebb érzelmi tartalommal. Indíttatása az idők során idesodródott szerb, horvát, török, cigány, zsidó, székely és csángó népek, népcsoportok zenei örökségéből fakad, lelki vonzalomból, mely a változatosság szeretetén alapszik.”

## Tagok
- Bonyár Judit – ének, cselló, tilinkó
- Hűvösvölgyi Péter – gitárok, mandolin, buzuki
- Tóth „Csüli” Zoltán – ütőshangszerek
- Gáspár József – szaxofon, furulya, doromb, kaval, ütőgardon
- Szemző Angéla – hegedű, vokál

Az együttes tagjai 2015-ben
- Bonyár Judit – ének, cselló, tilinkó
- Hűvösvölgyi Péter – gitárok, mandolin, buzuki
- Franczia Dániel – darbuka, kanna, zsámolydob
- Egervári Mátyás – cimbalom, furulyák
- Okos Gergely – cajón, udu, dzsembé, cinek, shaker[6]

## Diszkográfia
- Kezdet – 2006, szerzői kiadás
- Babás szerkövek – 2009, szerzői kiadás

## Díjak
- A Megasztár harmadik szériájának különdíja – 2006 – Bonyár Juditnak
- A Kaleidoszkóp Versfesztivál díja – 2007 – az együttesnek, a Weöres és a népidzsessz c. produkcióért
- A Zene.hu szakmai különdíja – 2007 – az együttesnek, a Weöres és a népidzsessz c. produkcióért
- A Magyar Állami Népi Együttes és a Hagyományok Háza zeneszerzői verseny fődíja – 2008 – Bonyár Juditnak és Hűvösvölgyi Péternek, az együttes szerzőpárosának

## További információ
- [www.neofolk.hu Az együttes hivatalos honlapja]